# Tour Rabensteiner
Pour les articles homonymes, voir Rabensteiner.

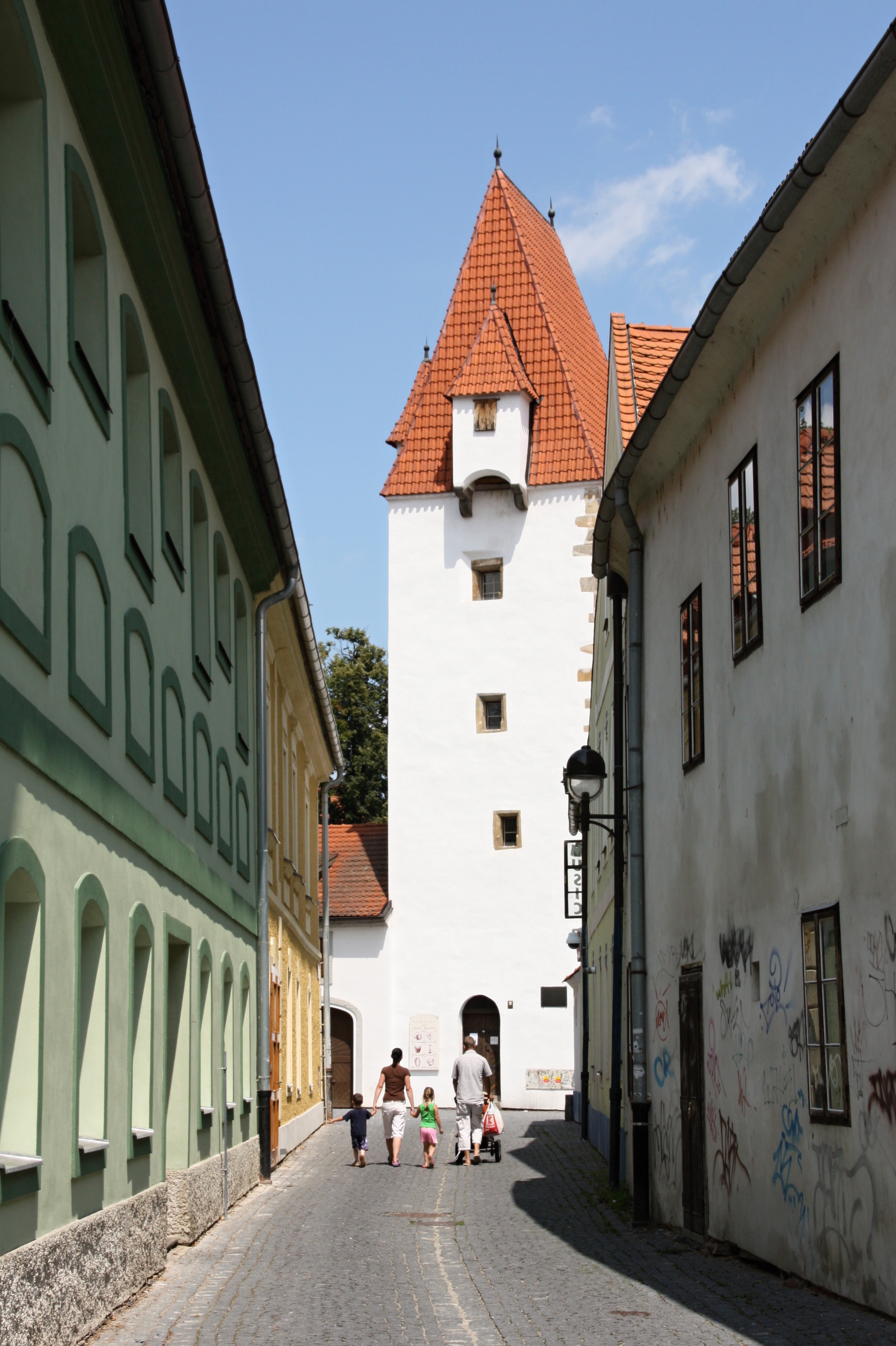
Côté ville.

La tour Rabensteiner (en tchèque Rabštejnská věž) à České Budějovice (en tchèque České Budějovice, en allemand Budweis), la plus grande ville et le siège administratif de la région de Bohême du Sud en République tchèque, a été construite aux XIVe – XVe siècles. Cette porte de  ville est un monument culturel protégé depuis 1958.

## Histoire
La tour Rabensteiner porte le nom d'un sous-prieur du monastère dominicain voisin. La tour faisait partie des fortifications médiévales de la ville de Budweis, dont la partie ouest a été largement préservée jusqu'à la tour Festung au sud. La tour était également utilisée par les gardes de la ville comme prison pour les délits mineurs.
Aujourd'hui, il y a un musée dans la tour.
Les vestiges d'un rempart sur encorbellements ont été conservés au premier étage. Dans la partie inférieure se trouvent les vestiges de l'ancienne prison.

## Littérature
- Baedeker République tchèque. 6e édition, Ostfildern 2014  (ISBN 978-3-8297-1474-7), page 197.

## Liens web
- Juraj Thoma : Rabenštejnská věž. Dans : Encyclopédie en ligne éditée scientifiquement encyclopédie encyclopédie. c-budejovice.cz sur Budweis (Tour Rabensteiner ; en Tchèque).